# 鎮南道
鎮南道（ちんなん-どう）は中華民国北京政府により設置された広西省の道。

## 沿革
1913年（民国2年）に設置。観察使は竜州県に置かれ、下部に竜州、憑祥、崇善、養利、左県、同正、寧明、明江、靖西、鎮辺の10県、土江、土思の2州、上凍、下凍、万承、茗盈、全茗、竜英、太平、安平、佶倫、結安、都結、鎮遠、思陵、下石西、下雷、羅陽の16土州及び羅白土県、上竜土司、金竜峒土司を管轄した。1914年（民国3年）5月に観察使は道尹と改められた。1926年（民国15年）に廃止されている。

## 行政区画
廃止直前の下部行政区画は下記の通り。（50音順）
- 県
  - 左県
  - 崇善県
  - 靖西県
  - 鎮辺県
  - 同正県
  - 寧明県
  - 憑祥県
  - 明江県
  - 養利県
  - 竜州県
- 州
  - 土江州
  - 土思州
- 土州
  - 安平土州
  - 下石西土州
  - 下凍土州
  - 下雷土州
  - 佶倫土州
  - 結安土州
  - 上凍土州
  - 思陵土州
  - 全茗土州
  - 太平土州
  - 鎮遠土州
  - 都結土州
  - 茗盈土州
  - 万承土州
  - 羅陽土州
  - 竜英土州
- 土県
  - 羅白土県
- 土司
  - 金竜峒土司
  - 上竜土司